# Alfred Ely Beach
Alfred Ely Beach (IPA: [ˈælfrəd ˈilaɪ biʧ]; Springfield, 1º settembre 1826 – New York, 1º gennaio 1896) è stato un inventore e editore statunitense, conosciuto principalmente per aver realizzato il predecessore dell'attuale metropolitana di New York, il Beach Pneumatic Transit.